# السحرة (الرجم)

تعديل مصدري - تعديل

السحرة هي إحدى قرى عزلة بني الغذيفي بمديرية الرجم التابعة لمحافظة المحويت، بلغ تعداد سكانها 133 نسمة حسب تعداد اليمن لعام 2004.